# 伊藤康隆
伊藤 康隆（いとう やすたか）は、日本の脚本家。日本映画学校（現・日本映画大学）1期卒業。

## 概歴
大阪の定時制高校での教師を辞め、日本映画学校に入学。哀川翔第1回監督作品『BAD GUY BEACH』でシナリオライターとしてデビュー。
2002年、テレビドラマ『夏の約束』で文化庁芸術祭優秀賞受賞。
現在、母校である日本映画学校で講師をしている。

## 主な作品

### 映画
- 『BAD GUY BEACH』 （1995年）
- 『スプリガン』 （1998年）
- 『man-hole』 （2000年）
- 『男前 泣いて笑って泥まみれ』 （2004年）
- 『男前 日本一の画家になったる!』 （2005年）
- 『九転十起の男 浅野総一郎の青春』 （2006年）
- 『太陽が弾ける日』 （2007年）
- 『艶恋師』 （2007年）
- 『ああ栄光は君に輝く』 （2018年）稲塚秀孝と共同[1]

### テレビ
- 『勇者エクスカイザー』（1990年、名古屋テレビ）
- 『太陽の勇者ファイバード』（1991年、名古屋テレビ）
- 『時の鐘に抱かれて』（2002年、テレビ埼玉）
- 『夏の約束』（2002年、北海道テレビ） - 文化庁芸術祭優秀賞受賞
- 『やまだひさしと音尾琢真の素晴らしい世界』（2006年、北海道テレビ）

### オリジナルビデオ
- 『ZAP! PARTII 俺たちは天使かも!?』（1991年）
- 『俺達は天使じゃない』（1993年）
- 『俺達は天使じゃない2』（1993年）
- 『ゴッド・ギャンブラー/球五郎烈球伝』（1994年）
- 『現金狩り 最終出口』（1999年）
- 『実録・広島四代目』（2003年）
- 『実録・北九州ヤクザ戦争 侠嵐 完結編』（2003年）
- 『実録・なにわ女侠伝』（2003年）
- 『実録・北九州ヤクザ戦争 侠嵐』（2003年）
- 『実録・事件 青梅“姉妹”バラバラ殺人』（2003年）
- 『実録・なにわ山本組 捨身で生たる!』（2003年）
- 『鉄砲玉、弾ンだ』（2004年）
- 『極道の山本じゃ 捨て身の極道編』（2005年）
- 『修羅場の侠たち 伝説･河内十人斬り』（2005年）
- 『極道の山本じゃ2 伝説の親分編』（2006年）
- 『平成清水一家』（2007年）
- 『覇道』（2008年）
- 『修羅の妻たち 鉄砲玉の女』（2008年）
- 『大強盗 〜ギャングな奴ら〜』（2010年）